# Mistrzostwa Polski w Boksie 1997
68. Mistrzostwa Polski w boksie mężczyzn odbyły się w dniach 8-13 kwietnia 1997 roku we Włocławku.

## Medaliści
| Kategoria:                        | Złoto:                                    | Srebro:                                  | Brąz:                                                                     |
| waga papierowa (do 48 kg)         | Andrzej Rżany (ASCO Gwardia Wrocław)      | Wojciech Ziora (Concordia Knurów)        |                                                                           |
| waga musza (do 51 kg)             | Daniel Zajączkowski (Gwarmet Dzierżoniów) | Krzysztof Flakiewicz (Olimpia Poznań)    | Bogdan Jendrysik (Walka Zabrze) Arkadiusz Lutyński (Concordia Knurów)     |
| waga kogucia (do 54 kg)           | Marcin Walas (06 Kleofas Katowice)        | Robert Ciba (Olimpia Poznań)             | Mariusz Głażewski (Hetman Białystok) Dariusz Olchawa (Gwardia Warszawa)   |
| waga piórkowa (do 57 kg)          | Maciej Zegan (ASCO Gwardia Wrocław)       | Paweł Podlas (Olimpia Poznań)            | Rafał Chrapek (Victoria Jaworzno) Rafał Sikora (Concordia Knurów)         |
| waga lekka (do 60 kg)             | Dariusz Snarski (Olimpia Poznań)          | Mariusz Gortat (Renoma Elbląg)           | Wojciech Kończalski (Zawisza Bydgoszcz) Adam Okrągły (Hetman Białystok)   |
| waga lekkopółśrednia (do 63,5 kg) | Mariusz Cendrowski (ASCO Gwardia Wrocław) | Andrzej Puk (Walka Zabrze)               | Jacek Bielski (Renoma Elbląg) Marcin Piątkowski (Start Włocławek)         |
| waga półśrednia (do 67 kg)        | Mirosław Nowosada (Hetman Białystok)      | Krzysztof Kuchczyński (Concordia Knurów) | Tomasz Garguła (Superfighter Nowy Sącz) Przemysław Marek (KS Jastrzębie)  |
| waga lekkośrednia (do 71 kg)      | Paweł Kakietek (Gwardia Warszawa)         | Robert Gortat (Victoria Jaworzno)        | Tomasz Chwoszcz (Renoma Elbląg) Robert Szeremeta (Hetman Białystok)       |
| waga średnia (do 75 kg)           | Józef Gilewski (Concordia Knurów)         | Tomasz Adamek (KS Jastrzębie)            | Sebastian Kalaczyński (Renoma Elbląg) Aleksy Kuziemski (Hetman Białystok) |
| waga półciężka (do 81 kg)         | Tomasz Borowski (Walka Zabrze)            | Zbigniew Górecki (KS Jastrzębie)         | Robert Łapiński (Hetman Białystok) Albert Rybacki (06 Kleofas Katowice)   |
| waga ciężka (do 91 kg)            | Wojciech Bartnik (ASCO Gwardia Wrocław)   | Bartłomiej Łukasik (Gwardia Warszawa)    | Piotr Gwóźdź (KSZO Ostrowiec) Dariusz Lisko (Start Włocławek)             |
| waga superciężka (powyżej 91 kg)  | Henryk Zatyka (Walka Zabrze)              | Tomasz Zeprzałka (Concordia Knurów)      | Piotr Jurczyk (Olimpia Poznań) Mariusz Minasiewicz (Hetman Białystok)     |